# Шахта «Межирічанська»
ВП Шахта «Межирічанська» - (до 2001 року - Шахта №3 «Великомостівська») відокремлений підрозділ державного підприємства ВО ДКХ «Львіввугілля» у  Львівсько-Волинському кам'яновугільному басейні. Займає центральну частину Межирічанського родовища.  Розташована у місті Шептицький, Львівської області.

## Історія
Шахта «Межирічанська» побудована по проєкту інституту «Укрдіпрошахт». Будівництво почалося у 1954 році, шахта здана в експлуатацію 17 вересня 1959 року з проєктною виробничою потужністю — 750 тис. тонн. 
Станом на 01.01.2010 року виробнича потужність становить 500 тис. тонн.
За адміністративним поділом шахта «Межирічанська» належить до території м. Шептицького. На території шахтного поля знаходяться населені пункти: с. Межиріччя, с-ще Гірник та частково промислова зона м. Шептицького. Місцезнаходження шахти — с. Межиріччя Шептицького р-ну, біля автомагістралі «Ковель-Львів».
Площа гірничого відводу шахти становить 12 га, земельного відводу — 64 га.
Шахтне поле розкрите двома вертикальними центрально-здвоєними стволами. Глибина клітьового і скіпового стволів становить 487 і 503 м — , відповідно. Руддвір закладено на абсолютній відмітці: — 480 м. Гірничі роботи ведуться на глибині від 421 м до 510 м.
Відпрацьовує вугільні пласти: nн
7, n7в, n8, nв
8 потужністю 0,6-1,7 м.
Адреса: 80100, Україна, Львівська область, м. Шептицький, вул. Львівська, 68.